# Industrie israélienne du diamant
L'industrie israélienne du diamant est un acteur important de la production de diamants taillés en gros dans le monde.

## Infrastructure

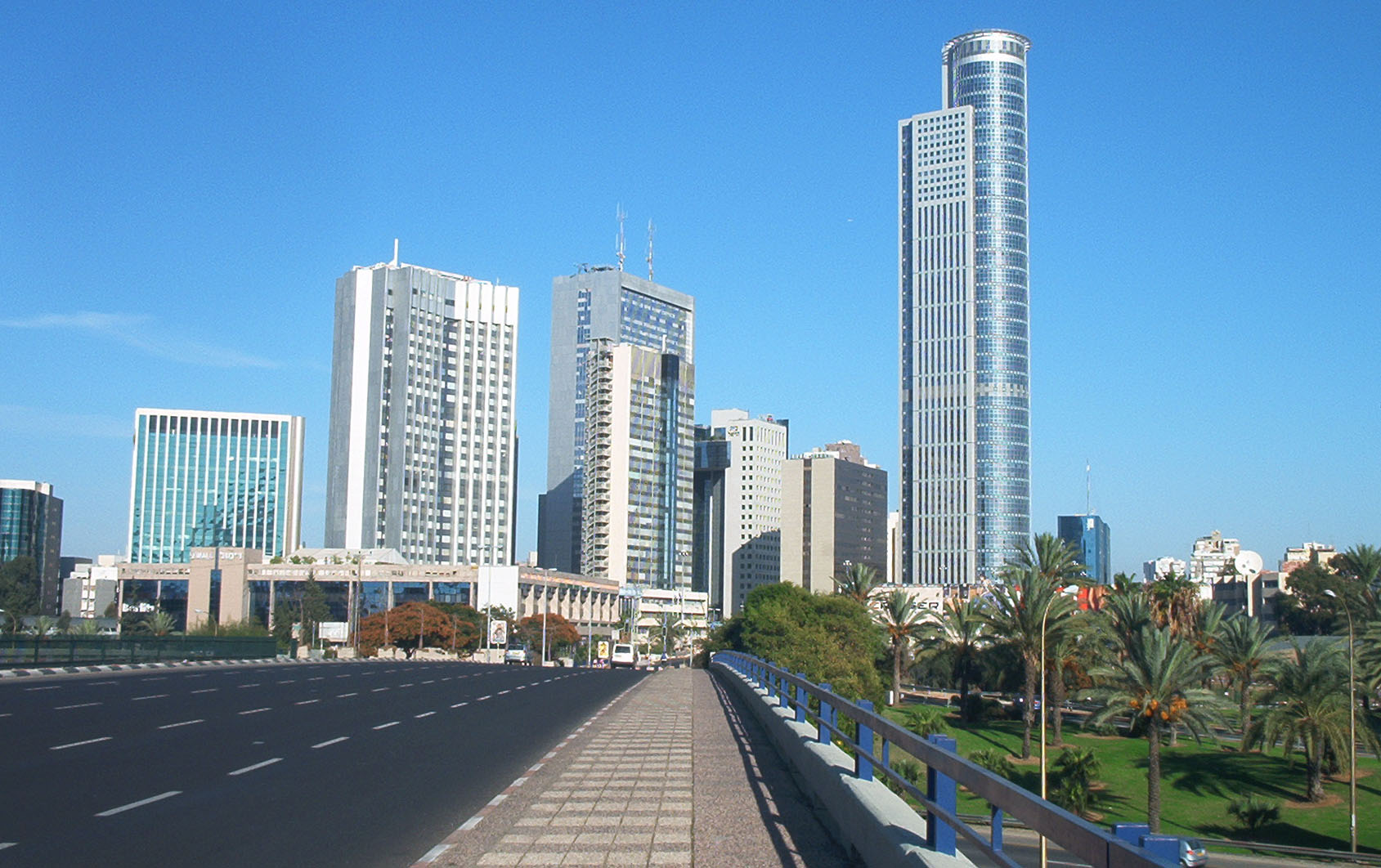
Complexe d'affaires de Ramat Gan, plateforme de l'industrie diamantaire

Cette industrie est concentrée autour du District du diamant dans le quartier d'affaires de Ramat Gan, près de Tel Aviv en Israël. Le complexe est constitué de 4 tours interconnectées par des passerelles. L'intégralité des opérations commerciales se fait dans ce complexe de bureaux.

## Principes
L'industrie israélienne du diamant garantit que tous ses diamants sont fabriqués naturellement à 100 %. Elle participe au Processus de Kimberley, certification d'authenticité et de contrôle, qui limite notamment l'introduction de diamants de conflits depuis les pays producteurs des pierres brutes vers le marché international des diamants.

## Histoire
Depuis le XVe siècle quand un juif d'Anvers, Lodewyk van Berken, inventa le scaif (en) pour permettre des tailles symétriques du diamant et permettre ainsi davantage d'éclat et la popularisation des diamants, la taille fait partie des métiers traditionnels des communautés juives de diaspora.
Quand en 1937, la première usine de polissage de diamants ouvrit ses portes à Petah Tikva, elle marqua le début de ce qui allait devenir l'industrie israélienne du diamant. Après la Déclaration d'indépendance de l'État d'Israël en 1948, l'économie israélienne s'est tournée de plus en plus vers les consommateurs et l'industrie israélienne a profité de la crise mondiale du diamant dans les pays touchés par la seconde guerre mondiale. La part du marché israélien a continué à progresser régulièrement, devenant incontournable au niveau international.